# Abrahámovce (okres Kežmarok)
Abrahámovce (Hongaars: Ábrahámpikfalva, Duits: Abrahamsdorf) is een Slowaakse gemeente in de regio Prešov, en maakt deel uit van het district Kežmarok.
Abrahámovce telt 364 inwoners.